# Граф Лодердейл
Граф Лодердейл (англ. Earl of Lauderdale) — наследственный титул в системе Пэрства Шотландии. Он был создан 14 марта 1624 года для Джона Мейтленда, 2-го лорда Мейтледна (ум. 1645) из Тирлстейна в Бервикшире. Его единственный выживший сын, Джон Мейтленд, 2-й граф Лодердейл (1616—1682), получил титулы герцога Лодердейла (1672) в пэрстве Шотландии и графа Гилфорда (1674) в пэрстве Англии. Он скончался, не оставив мужского потомства. После его смерти титулы герцога Лодердейла и графа Гилфорда прервались. Графский титул унаследовал его младший брат Чарльз Мейтленд, 3-й граф Лодердейл (ок. 1620—1691). В 1652 году он женился на Элизабет, дочери Ричарда Лаудера из Халтона, и приобрел в приданое богатые имения.
Дополнительные титулы: виконт Лодердейл (создан в 1616), виконт Мейтленд (1624), лорд Мейтленд из Тирлстейна (1590) и лорд Тирлстейн и Болтон (1624). Все эти титулы являются Пэрством Шотландии.
Граф Лодердейл — наследственный вождь шотландского клана Мейтленд. Старший сын и наследник иногда использует в качестве титула учтивости титул виконта Мейтленда и мастера Лодердейла.
Граф Лодердейл — носитель Национального флага Шотландии, один из офицеров королевского двора в Шотландии, кто имеет право носить крест.
Историческая резиденция графов — замок Тирлстейн в окрестностях Лаудера в Шотландии. В настоящее время он является домом капитана Джеральда Мейтленда-Карью (род. 1941) и его семьи. Он является сыном покойной леди Силвии Гвендолин Эвы Мейтленд-Карью (1913—1991), жены Уильяма Конноли-Карью, 6-го барона Карью и дочери 15-го графа Лодердейла.
Подполковник Джон Мейтленд (1732—1779) был десятым сыном 6-го графа Лодердейла. Элизабет Толлемаш, 2-я графиня Дайсарт (1626—1698), была второй женой Джона Мейтленда, 1-го герцога Лодердейла. После её смерти титул графа Дайсарта унаследовал старший сын от первого брака, Лайонел Толлемаш, 3-й граф Дайсарт (1649—1727).

## Лорды Мейтленд из Тирлстейна (1590)
- 1590—1595: Джон Мейтленд, 1-й лорд Мейтленд из Тирлстейна (1537 — 3 октября 1595), сын сэра Ричарда Мейтленда из Летингтона (1496—1586)
- 1595—1645: Джон Мейтленд, 2-й лорд Мейтленд из Тирлстейна (ум. 18 января 1645), единственный сын предыдущего, граф Лодердейл с 1624 года.

## Граф Лодердейл (1624)
- 1624—1645: Джон Мейтленд, 1-й граф Лодердейл (ум. 18 января 1645), единственный сын предыдущего
- 1645—1682: Джон Мейтленд, 2-й граф Лодердейл (24 мая 1616 — 24 августа 1682), старший сын предыдущего, герцог Лодердейл с 1672 года.

## Герцог Лодердейл (1672)
Другие титулы: граф Гилфорд и барон Питершем (Пэрство Англии) с 1674 года
- 1672—1682: Джон Мейтленд, 1-й герцог Лодердейл (24 мая 1616 — 24 августа 1682), старший сын 2-го графа Лодердейла.

## Граф Лодердейл (1624)
- 1682—1691: Чарльз Мейтленд, 3-й граф Лодердейл (ок. 1620 — 9 июня 1691), второй сын 1-го графа Лодердейла
- 1691—1695: Ричард Мейтленд, 4-й граф Лодердейл (20 июня 1653—1695), старший сын 3-го графа
- 1695—1710: Джон Лаудер или Мейтленд, 5-й граф Лодердейл (ок. 1655 — 10 августа 1710), второй сын 3-го графа Лодердейла
- 1710—1744: Чарльз Мейтленд, 6-й граф Лодердейл (ок. 1688 — 15 июля 1744), второй сын предыдущего
- 1744—1789: Джеймс Мейтленд, 7-й граф Лодердейл (23 января 1718 — 17 августа 1789), старший сын предыдущего
- 1789—1839: Джеймс Мейтленд, 8-й граф Лодердейл (26 января 1759 — 15 сентября 1839), старший сын предыдущего
- 1839—1860: Джеймс Мейтленд, 9-й граф Лодердейл (12 мая 1784 — 22 августа 1860), старший сын предыдущего
- 1860—1863: Адмирал Энтони Мейтленд, 10-й граф Лодердейл (10 июня 1785 — 22 марта 1863), второй сын 8-го графа
- 1863—1878: Томас Мейтленд, 11-й граф Лодердейл (3 февраля 1803 — 1 сентября 1878), единственный сын генерала Уильяма Мордаунта Мейтленда (1764—1841), внук 7-го графа Лодердейла, двоюродный брат 10-го графа
- 1878—1884: Чарльз Баркли-Мейтленд, 12-й граф Лодердейл (29 сентября 1822 — 13 августа 1884), сын преподобного Чарльза Баркли-Мейтленда (1789—1844), потомок 6-го графа Лодердейла
- 1884—1924: Фредерик Генри Мейтленд, 13-й граф Лодердейл (16 декабря 1840 — 1 сентября 1924), старший сын генерал-майора Фредерика Колтарста Мейтленда (1808—1876), потомок 6-го графа
- 1924—1931: Фредерик Колин Мейтленд, 14-й граф Лодердейл (12 апреля 1868 — 14 сентября 1931), старший сын 13-го графа
- 1931—1953: Иэн Колин Мейтленд, 15-й граф Лодердейл (30 января 1891 — 17 февраля 1953), старший сын 14-го графа
- 1953—1968: Альфред Сидней Фредерик Мейтленд, 16-й граф Лодердейл (17 апреля 1904 — 27 ноября 1968), старший сын преподобного Сиднея Джорджа Уильяма Мейтленда (1869—1946); внук 13-го графа
- 1968—2008: Патрик Фрэнсис Мейтленд, 17-й граф Лодердейл (17 марта 1911 — 2 декабря 2008), младший брат предыдущего
- 2008 — настоящее время: Иэн Мейтленд, 18-й граф Лодердейл (род. 4 ноября 1937), старший сын предыдущего
  - Наследник: Джон Дуглас Мейтленд, мастер Лодердейл, виконт Мейтленд (род. 29 мая 1965), единственный сын предыдущего.